# Горчакова, Елена Сергеевна
Княжна Еле́на Серге́евна Горчако́ва (30 апреля (12 мая) 1824, Москва — 5 (17) сентября 1897, там же) — русский педагог, поэтесса, автор путевых очерков; внучка поэта Д. П. Горчакова.
Прототип одной из «некрасивых» княжон Корнаковых в автобиографической трилогии Л. Н. Толстого, дальнего родственника Горчаковой. Происходила из ветви княжеского рода Горчаковых, которая владела в Тарусском уезде усадьбой Барятино.

## Биография
Одна из шести дочерей князя Сергея Дмитриевича Горчакова (1794—1873), управляющего Московской палатой государственных имуществ, от его брака с Анной Александровной Шереметевой (1800—1882). Получила домашнее образование. В 1853 году пожалована в фрейлины двора. С 1865 года надзирательница в 3-й московской женской гимназии на Ордынке. В 1866 году, к удивлению многих знакомых, выдержала экзамен на звание домашней учительницы. Была в течение многих лет начальницей гимназии.
В 1879 издала в Москве «Стихотворения», небольшой сборник стихов официально-патриотического содержания. В 1880-е годы печаталась в журналах «Кормчий», «Воскресный день», «Московские церковные ведомости». Издала «Сочинения» Д. П. Горчакова с очерком его жизни, составленном по литературным источникам и семейным воспоминаниям (Москва, 1890).
Выпустила книгу путевых очерков «Воспоминания о Крыме» (Москва, 1881; второе дополненное издание, ч. 1—2, Москва, 1883—1884), в которой наряду с описаниями морских и горных пейзажей, мечетей, монастырей, развалин крепостей, изобразила подробности быта татарского и русского населения. Несколько изданий выдержала её книга «Киев» (Москва, 1885).
Выпустила серию очерков о монастырях «Поездка в Новый Иерусалим» (Москва, 1886), «Описание Топловского женского общежительного монастыря св. преподобномученицы Параскевы в Крыму» (Москва: тип. Л. Ф. Снегирева, 1885), «Херсонесский монастырь в Крыму» (Москва: тип. Л. и А. Снегиревых, 1888); «Серафимо-Дивеевский общежительный женский монастырь» (Москва: тип. Л. и А. Снегиревых, 1889) «Святогорская Успенская общежительная пустынь» (Москва: тип. Снегиревых, 1890) и другие.